# José Muñoz y Gaviria
José Muñoz y Gaviria (1831-1906) fue un escritor español.

## Biografía
Obtuvo los títulos nobiliarios vizconde de San Javier y conde de Fabraquer, con grandeza de España, a la muerte de José Muñoz Maldonado, su padre. Según su esquela mortuoria, ejerció como magistrado y como gobernador de varias provincias, y fue condecorado con distintas cruces.
Habría sido autor, según Manuel Ossorio y Bernard, de una «vastísima» producción literaria. Fue también redactor de El Fénix (Madrid, 1857-1859), y colaborador de El Mentor de la Infancia (1845), Flor de  la Infancia (1868) y de Gente Vieja (1902).
Falleció en Valencia la noche del 13 de septiembre de 1906.